# مناهضة الماسونية

أحد رموز مناهضة الماسونية.

مناهضة الماسونيّة (بالإنجليزية: Anti-Masonry، وتُسمّى أحياناً Anti-Freemasonry) هي معارضة علنية معادية للماسونية. ولكن، لا توجد حركة متجانسة ضدّ الماسونية. تقوم مناهضة الماسونيّة على انتقادات مختلفة بشكل جذريّ نابعة من مجموعات غير متوافقة أحيانًا ولكنّها جميعاً معادية للماسونيّة بشكلٍ ما.

## الوثائق القديمة المعادية للماسونية
أقدم وثيقة معادية للماسونيّة كانت عبارة عن منشور طُبع عام 1698 من قبل وزير مرتبط بالكنيسة المشيخية يدعى وينتر. كُتِب فيها:
أعتقد أنّه من الضروريّ أن أحذّركم من الأذى والشرور التي تُمارس تحت نظر الله، من قبل أولئك الذين يُسَمَّون الماسونيّين الأحرار، أقترح أن تتوخّوا حذركم من احتفالاتهم ومن تلاواتهم السرّيّة التي تُمَكّنهم من السيطرة عليكم، وكونوا حذرين منهم فهم يسعون لإبعادكم عن الإيمان. 
رجال هذه الطائفة الفاسدة يعقدون جلسات سرّيّة يشتمون فيها جميع من لا يتّبع الماسونيّة. هم أعداء المسيح الذي كان سيأتي ليقود الرجال بمخافة الله. كيف لنا أن نثق برجال يجتمعون في أماكن سرّيّة ويستخدمون إشارات سرّيّة ويأخذون حذرهم ألّا يشاهدهم أحدٌ وهم يقومون بطقوسهم؟. أليست هذه هي طرق الظالمين؟

## السياسة المناهضة للماسونيّة

### السياسة الأمريكيّة المعادية للماسونية (1830 - 1850)
في عام 1826، اختفى ويليام مورغان من بلدة باتافيا الصغيرة في نيويورك، وذلك بعد تهديده بكشف «أسرار» الماسونية عن طريق نشر طقوسها. وأدّى اختفائه إلى ادّعاء بعض المناصرين بأنه قد تم~ اختطافه وقتله على يد الماسونييّن. أثار اختفاء مورغان سلسلة من الاحتجاجات ضد الماسونيّة، والتي انتشرت في نهاية المطاف إلى المجال السياسي. أصبحت حركة معاداة الجاكسونية (حيث كان أندرو جاكسون -الرئيس السابع للولايات المتّحدة- ماسونيّاً) تحت قيادة ثيرلو ويد Thurlow Weed، الحزب المناهض للحركة الماسونية. وقدّم هذا الحزب السياسيّ عدداً من المرشّحين للرئاسة في عامي 1828 و1932، ولكن بحلول عام 1835، تم حلّ الحزب في كلّ الولايات باستثناء ولاية بنسلفانيا.

### السياسة البريطانية ضد الماسونية (تسعينيّات القرن العشرين – حتّى الآن)
نمت المشاعر المعادية للماسونية في المملكة المتحدة بعد نشر كتاب مارتن شورت عام 1989، «داخل المنظّمة (المزيد من أسرار الماسونيين) Inside the Brotherhood (Further Secrets of the Freemasons)». أدّت ادّعاءات شورت بالعديد من أعضاء الحكومة البريطانية إلى اقتراح قوانين تقضي بجمع الماسونيين المنتمين إلى الشرطة أو السلطة القضائية  لإعلان عضويّتهم في الحركة الماسونيّة بشكل علنيّ، وسط اتّهامات ضدّ الماسونيين الذين يؤدّون أعمالاً تؤدّي لمصلحة وتقدّم للطرفين. قاد هذه الحركة في البداية جاك سترو Jack Straw، وزير الداخلية من عام 1997 حتى عام 2001. أصبح مجلس نوّاب ويلز في عام 1999، الهيئة الوحيدة في المملكة المتّحدة التي تضع من إعلان الماسونيّة شرطاً قانونيّاُ للعضويّة. حالياًّ، يُطلب من أعضاء الشرطة والقضاء في إنجلترا الاعترافَ طواعية بكونهم ماسونيّين. ومع ذلك، اضّطر جميع المرشّحين القضائيين الناجحين لأول مرة إلى «إعلان وضعهم الماسوني» قبل التعيين، واستمرّ ذلك حتّى عام 2009، عندما قَبِل جاك سترو بأنّ هذه السياسة «غير متناسبة» وألغاها (وذلك بعد أن نجح الإيطاليّون الماسونيّون في اعتراض المحكمة الأوروبية). وبعد ذلك أصبح الوضع مغايراً فلا يُطلب من أعضاء الشرطة الجدد الإعلان عن وضعهم.
في عام 2004، قال رودري مورغان Rhodri Morgan، الوزير الأول لويلز في بريطانيا العظمى، أنّه منع تعيين جيرارد إلياس Gerard Elias في منصب المحامي العامّ بسبب صلاته بالماسونيّة وبالصيد، على الرغم زعم السياسيّين غير العمّاليّين أنّ السبب الحقيقيّ وراء ذلك هو أن يحصل مناصرُ مورغان الذي ينتمي للحزب العمّالي، مالكولم بيشوب، على هذا المنصب.

### الاضطهاد من قبل الشيوعيين
حظرت روسيا السوفيتية في عام 1922 جميع الجمعيّات السرّيّة، بما فيها الماسونيّة. طالب غريغوري زينوفييف Grigory Zinoviev في أحد الاجتماعات الدولية للأحزاب العمالية من المستوى الثاني بتطهير البلاد من الماسونييّن. لم تكن الماسونيّة موجودة في الاتحاد السوفييتيّ أو الصين أو معظم الدول الشيوعّية الأخرى. وقامت عمليات إحياء الماسونيّة في فترة ما بعد الحرب في تشيكوسلوفاكيا وهنغاريا في عام 1950. أمّا في كوبا فقد استمرّ وجود الماسونيّة في البلاد في أعقاب الثورة الكوبية، ويقال وفقًا للفولكلور الكوبي أنّ فيدل كاسترو «تعامل مع الماسونييّن بطريقة ليّنة وذلك بعدما أعطوه ملجأً في نزل ماسوني» في الخمسينيات. ومع ذلك فقد قيل أنّ فيدل كاسترو «أبقاهم مقيدين بشكل كبير» عندما كان في السلطة، فقد كانوا يُعتبرون عنصراً تخريبياً في المجتمع الكوبيّ.

### الاضطهاد في ظل النظام النازي
عامل الفاشيّون الماسونيّةَ كمصدرٍ محتمل للمعارضة. يذكر الكُتّاب الماسونيّون أنّ الأسلوب المستخدم من قبل الأنظمة الشموليّة للتعامل مع الماسونيّة مشابه بشكلٍ كبير لأسلوب نقّاد الماسونيّة الجُدد.
اعتبرت النازية الماسونيةَ عدوّاً إيديولوجيّاً في تصوّرهم العالمي (Weltauffassung)، وتمّ تصنيف سجناء معسكرات الاعتقال الماسونيّين على أنّهم معتقلون «سياسيّون»، وارتدوا زيّاً خاصّاً يحمل مثلثًا أحمر (رأسه أسفل).
كلّف قسم الدعاية (Propaganda Abteilung) في وزارة الإعلام النازيّة داخل فرنسا المُحتلّة بإعداد فيلم البروباغندا «القوات السرّيّة» الذي يدين الماسونيّةَ والنظامَ البرلماني واليهود بشدّة، وذلك كجزء من حملة فرنسا الفيشية ضدّهم والتي تسعى لإثبات مؤامرة يهوديّة ماسونيّة ضدّ النازيّة.
عدد ماسونيي البلدان النازيّة المحتلّة الذين قُتلوا على يد النازييّن غيرَ معروف بدقّة، لكنّه يُقَدّر بين 80000 و 200000 ضحيّة أنشأت حكومة المملكة المتّحدة يوماً لتخليد ذكرى الهولوكوست  للاعتراف بكلّ الجماعات التي استهدفها النظام النازيّ ولمكافحة إنكار الهولوكوست، وكان الماسونيّون أحد تلك الجماعات المستهدفة.

### حزب البعث العراقي المناهض للماسونيّة
تمّ تغيير قانون العقوبات والقانون الجنائيّ في العراق من قبل الرئيس العراقي السابق صدّام حسين وحزب البعث الحاكم في العراق، ممّا جعل من «تشجيع أو احترام مبادئ الصهيونيّة -بما في ذلك الماسونيّة- أو الذين يرتبطون مع المنظّمات الصهيونية» جنايةً تستحقّ المحاكمة.

### الماسونيّة والوطنيّة
تُتّهم الماسونيّة بأنّها تمنع أعضاءها من الالتزام الكامل بأمّتهم. فيزعم النقاّد أنّه بالمقارنة مع عمليات استتنكار الغدر الواضخة للماسونيين الفاعلين، فقد كانت الماسونيّة التفكّرية (الماسونية بعد 1723) أكثر غموضاً بكثير  تدّعي الموسوعة الكاثوليكية القديمة أن رفض الماسونية للخيانة لم يكن بناءاً على أسسٍ أخلاقية ولكن على أساس عدم إزعاج الماسونييّن الآخرين. كما تتحدّث الموسوعة الكاثوليكيّة القديمة أيضاً عن أن القول المأثور «الولاء للحرّيّة يتجاوز كل الاعتبارات الأخرى» يبرّر الخيانة، حيث قال ألبرت ماكي Albert Mackey «... إذا كانت الخيانة أو التمرّد جرائمَ ماسونيّة، لكان كلّ ماسونيّ في المستعمرات المتحدة (أمريكا)، في 1776، عرضةً للطّرد ولكان كلّ محفل ماسونيّ عرضة إلى المصادرة من قبل المحفل الماسوني الأعظم في انكلترا واسكتلندا».
تكلّف الماسونية أعضاءها بما يلي: «في الدولة، يجب أن تكون تابعاً هادئًا وسلميًا، وصحيحًا لحكومتك وعادلًا لبلدك؛ يجب ألّا تُبدي عدمَ الولاء أو التمرّد، بل يجب أن تخضع للسلطة القانونية وتتكيّف مع حكومة البلد الذي تعيش فيه بابتهاج».
مع أخذ هذه التكليفات بعين الاعتبار، فإنّ الماسونيين الأمريكيين مؤيّدون دائمون للدّستور الأمريكيّ، بما في ذلك فصل الكنيسة عن الدولة،  وهو ما اعتبرته الكنيسة الكاثوليكية الرومانية هجومًا مستترًا على مكانة الكنيسة في الحياة العامّة.